# Glyphodes tienmushana
Glyphodes tienmushana là một loài bướm đêm trong họ Crambidae.